# Oligotylus pluto
Oligotylus pluto är en insektsart som först beskrevs av Van Duzee 1917.  Oligotylus pluto ingår i släktet Oligotylus och familjen ängsskinnbaggar. Inga underarter finns listade i Catalogue of Life.